# Al Unser Jr.
Alfred "Al" Unser Jr, född 19 april 1962 i Albuquerque, New Mexico, är en amerikansk racerförare. 
Unser körde under sin karriär i huvudsak för stallet Marlboro Penske och han vann både Indianapolis 500 och Champ Car. Han vann sin första titel 1990, och den andra 1994. 
Unser är nykter alkoholist.